# Francisco Filippa
Francisco Filippa (Punta Alta, Buenos Aires, 30 de septiembre de 1995) es un baloncestista argentino que se desempeña tanto de ala-pívot como pívot en Villa Mitre de La Liga Argentina.

## Trayectoria
Formado en la cantera del club Altense, su familia se mudó a la ciudad de Alexandria, Virginia, en los Estados Unidos en 2007. Allí jugó al fútbol y al baloncesto a nivel escolar, antes de retornar a su país dos años después. Instalado en Bahía Blanca, jugó en las divisiones formativas de Argentino, Bahiense del Norte y Pueyrredón, antes de ser reclutado por Bahía Basket.
Filippa debutó en Bahía Basket el 13 de octubre de 2013 contra Peñarol de Mar del Plata. Pasó luego a Bahiense del Norte, equipo con el cual jugó el Torneo Provincial de Clubes de la Federación de Básquet de la Provincia de Buenos Aires y el Torneo Federal de Básquetbol. Se reincorporó a Bahía Basket a comienzos de 2015 con la misión de reforzar al plantel juvenil que participaría de la Liga de Desarrollo. Fue una pieza fundamental de ese equipo (que obtuvo el campeonato en 2015, 2016 y 2017), además de jugar la Liga Nacional de Básquet con los mismos colores para el equipo mayor. 
En enero de 2020 fichó con Del Progreso de la ciudad rionegrina de General Roca. Sin embargo dos meses después la temporada 2019-20 de la La Liga Argentina fue suspendida a causa de la pandemia de COVID-19.
Al reanudarse las actividades deportivas, Filippa retornó a la Liga Nacional de Básquet para jugar por un año en Hispano Americano, promediando al finalizar el campeonato 5.6 en puntos y 4.0 en rebotes en 38 partidos disputados. En junio de 2021 se unió a Olímpico, pero en febrero de 2022 fue cortado del plantel. 
Filippa fichó con Villa San Martín de La Liga Argentina en agosto de 2022.

### Clubes
| Club                     | País      | Año             |
| ------------------------ | --------- | --------------- |
| Bahía Basket             | Argentina | 2013 - 2014     |
| Bahiense del Norte       | Argentina | 2014            |
| Bahía Basket             | Argentina | 2015 - 2019     |
| Del Progreso             | Argentina | 2020            |
| Hispano Americano        | Argentina | 2020 - 2021     |
| Olímpico                 | Argentina | 2021 - 2022     |
| Villa San Martín         | Argentina | 2022 - 2023     |
| Peñarol de Mar del Plata | Argentina | 2023 - 2024     |
| Villa Mitre              | Argentina | 2024 - Presente |